# Air-Transport-International-Flug 782
Der Air-Transport-International-Flug 782 (Flugnummer IATA: 8C782, ICAO: ATN782, Funkrufzeichen AIR TRANSPORT 782) war ein Überführungsflug am 16. Februar 1995. Auf diesem Flug sollte eine Douglas DC-8-63 der Air Transport International mit einem defekten Triebwerk vom Kansas City International Airport im US-Bundesstaat Missouri zum Springfield-Westover Metro Airport in Massachusetts überführt werden. Während des Starts kam es zu einem Strömungsabriss und dem anschließenden Absturz der Maschine, wobei alle drei Personen an Bord ums Leben kamen.

## Flugzeug
Bei der verunglückten Maschine handelte es sich um eine Douglas DC-8-63F, die im Douglas-Werk in Long Beach, Kalifornien endmontiert wurde. Die Maschine trug die Werknummer 45929, es handelte sich um die 367. Douglas DC-8 aus laufender Produktion. Das Rollout der Maschine erfolgte am 7. Mai 1968, die Maschine erhielt für Testflüge das Testkennzeichen N19B. Am 16. Juni 1968 wurde die Maschine an die Canadian Pacific Air Lines ausgeliefert, sie ging bei dieser mit dem Luftfahrzeugkennzeichen CF-CPS, der Flottennummer 804 und dem Taufnamen Empress of Hong Kong in Betrieb. Ab dem 19. Juni 1968 war die Maschine an die Flying Tiger Line verleast, bei der sie mit dem Luftfahrzeugkennzeichen N624FT betrieben wurde. Zum 1. Juli 1969 kehrte die Maschine an ihre mittlerweile als CP Air firmierende Eigentümerin zurück, bei der sie zwar wieder ihre alte Flottennummer und ihr Luftfahrzeugkennzeichen zurückbekam, jedoch auf den Namen Empress of Madrid umgetauft wurde. Zum 1. Januar 1974 erhielt die Maschine das neue Kennzeichen C-FCPS und den neuen Taufnamen Empress of Sydney. Am 1. März 1983 übernahm die Worldways Canada die Maschine mitsamt ihrem Kennzeichen und ihrer Flottennummer. Ab August 1985 verleaste sie die Maschine an die Icelandair, die diese wiederum für die Air Algérie betrieb. Im September 1985 kehrte die Maschine an die Worldways Canada zurück. Im Dezember 1990 wurde die Maschine durch die Aerolease Financial Group aufgekauft und zur Frachtmaschine umgebaut. Die Maschine wurde anschließend an die Burlington Air Express verleast, in deren Namen die Air Transport International die DC-8 ab dem 15. Oktober 1991 betrieb. Die Maschine erhielt in diesem Zuge ihr letztes Kennzeichen N782AL. Ab dem 10. Januar 1994 wurde die Air Transport International zum Leasingnehmer der Maschine, der Leasinggeber blieb die Aerolease Financial Group. Bis zum Zeitpunkt des Unfalls hatte die Maschine eine Gesamtbetriebsleistung von 77.096 Betriebsstunden absolviert, auf die 22.404 Starts und Landungen entfielen.

## Besatzung
An Bord der Maschine befand sich eine dreiköpfige Besatzung, bestehend aus einem Flugkapitän, einem Ersten Offizier und einem Flugingenieur.

### Flugkapitän
Der 48-jährige Flugkapitän (* 18. Oktober 1946) war von März 1983 bis Juni 1988 bei der Trans Air Link Frachtmaschinen der Typen Douglas DC-6 und Douglas DC-7 im Rang des Flugingenieurs und Ersten Offiziers geflogen. Im Oktober 1988 qualifizierte er sich zum Kapitän an Bord dieser beiden Flugzeugtypen. Er verblieb bis zu seiner Beurlaubung im Oktober 1991 bei dieser Fluggesellschaft. Bis November 1989 flog er als Erster Offizier in Maschinen des Typs Douglas DC-8, danach wurde er als Kapitän dieses Flugzeugtyps eingesetzt. Eine Bescheinigung über eine erfolgreich absolvierte Flugfertigkeitsprüfung aus dem August 1991 lag bei Erstellung des Unfallberichts vor. Im Februar 1992 begann der Kapitän ein Arbeitsverhältnis mit der Fine Air, bei der er als Kapitän der Douglas DC-8 eingesetzt wurde. Ab November 1992 war er bei der American International Airways als Erster Offizier der Douglas DC-8 eingestellt. Er verließ das Unternehmen im Januar 1994 und wurde im Anschluss durch die Air Transport International als Flugkapitän der Douglas DC-8 eingestellt. Der Flugkapitän verfügte über 9.711 Stunden Flugerfahrung, wovon er 3.129 Stunden als Flugkapitän an Bord der Douglas DC-8 absolviert hatte und weitere 1.354 Stunden als Erster Offizier von Maschinen dieses Typs.
Auffällig ist die fast zweijährige Zurückstufung des Kapitäns in den Rang des Ersten Offiziers ohne erneute Beförderung. Über die Flugfertigkeit des Piloten existierten aus seiner Zeit bei der American International Airways widersprüchliche Urteile von Prüfkapitänen. So vermerkte einer in einem Prüfungsbuch am 5. Oktober 1993 zu einem Line-Check folgende Notiz:
- Excellent ride. [This individual] would make a good captain. (Hervorragender Flug. [Diese Person] würde einen guten Kapitän abgeben.)

Anders dagegen ein anderer Prüfkapitän am 20. Oktober 1993, mit dem der Pilot eine Simulatorprüfung für Erste Offiziere absolvierte:
- [This individual], at this time, does not exhibit the confidence and command authority necessary to function as a pilot in command. I do not recommend he be considered to for upgrade at this time. ([Diese Person] verfügt nicht über die Vertrauenswürdigkeit und die Führungsautorität, die erforderlich sind, um als verantwortlicher Pilot zu fungieren. Ich kann derzeit nicht empfehlen, dass eine Beförderung in Betracht gezogen wird.)

Nach der Durchführung einer zweiten Simulatorprüfung für Erste Offiziere vermerkte ein anderer Prüfkapitän in der Kommentarspalte Folgendes:
- Good instrument scan and aircraft control. Weak on procedures. All proficiency training maneuvers completed satisfactorily. (Gute Instrumentenübersicht und Steuerung der Maschine. Schwach im Durchführen von Verfahren. Alle Manöver der Eignungsprüfung wurden in zufriedenstellender Weise abgeschlossen.)

Im April 1994 führte der Kapitän einen Flug mit einem im Cockpit anwesenden Prüfkapitän durch. Ziel war es, die Eignung zum Einsatz auf internationalen Flügen zu überprüfen. Der Prüfkapitän befand, dass der Kapitän nicht für den Einsatz im internationalen Flugverkehr geeignet sei und dass er vorerst nur auf Inlandsflügen eingesetzt werden sollte, bis er routinierter wäre. Zum Unfallzeitpunkt wurde er auf internationalen Flügen eingesetzt, so wurde er zwei Tage vor dem Unfall auf einem Flug nach Deutschland von einem Prüfkapitän beobachtet, der die Leistung des Kapitäns positiv kommentierte.
Die Trainingsunterlagen des Kapitäns wiesen zwar aus, dass er Simulatortraining für Starts mit drei Triebwerken absolviert hatte, jedoch wies nichts darauf hin, dass er jemals als Pilot in Command unter solchen Bedingungen operiert hatte.

### Erster Offizier
Der 38-jährige Erste Offizier (* 15. August 1956) erwarb seine private Pilotenlizenz am 22. März 1981 und qualifizierte sich am 12. Oktober 1989 zum Berufspiloten. Zuvor hatte ein Prüfer der Federal Aviation Administration (FAA) am 20. März 1989 wegen einer unterlassenen Instrumentenkontrolle eine Missbilligung ausgesprochen. Die Missbilligung betraf Verfahren für Warteschleifen, Platzrunden und VOR-Anflüge. Am 15. April 1989 wurde der Erste Offizier in diesen Punkten nochmals geprüft und absolvierte die Prüfung diesmal erfolgreich. Am 13. Juli 1992 sprach erneut ein FAA-Prüfer eine Missbilligung aus, diesmal aufgrund einer nicht bestandenen mündlichen und Flugfertigkeitsprüfung mit einer Piper PA-31-350. Zwei Wochen später wurde der Erste Offizier auch hier wieder erfolgreich geprüft. Der Erste Offizier besaß auch eine Musterberechtigung für die Boeing 737, diese hatte er am 20. August 1993 erworben. Zehn Tage zuvor hatte der Pilot erneut von einem FAA-Prüfer eine Missbilligung erhalten, diesmal wegen einer fehlgeschlagenen Simulatorprüfung. Der Erste Offizier war von November 1990 bis Januar 1994 bei der Sunwest Aviation eingestellt. Bei dem Unternehmen wurde er als Kapitän der kleinen Zubringerflugzeuge Beech 99 und der Piper PA-31 eingesetzt. Von Februar 1993 bis August 1994 flog er außerdem für die Ameriflight, bei der er auf denselben Flugzeugtypen eingesetzt wurde. Durch die Air Transport International wurde der Erste Offizier am 22. August 1994 eingestellt. Zum Zeitpunkt des Unfalls verfügte der Erste Offizier über 4.261 Stunden Flugerfahrung. Bei der Air Transport International befand er sich noch in der einjährigen Probezeit. Er flog erst seit vier Monaten auf Maschinen des Typs Douglas DC-8 und hatte 171 Stunden Flugerfahrung mit diesem Flugzeugtyp absolviert.

### Flugingenieur
Der 48-jährige Flugingenieur (* 20. Juli 1946) war im Oktober 1989 nach 23 Jahren Dienst bei der United States Air Force in den Ruhestand gegangen. Er hatte bis zu diesem Zeitpunkt mehr als 4.000 Stunden Flugerfahrung mit der Lockheed C-141 absolviert. Zum Zeitpunkt des Unfalls befand sich der Flugingenieur bei der Air Transport International in der Probezeit und war seit fünf Monaten in dieser Position an Bord der Douglas DC-8 im Einsatz. Es handelte sich um seine erste Erfahrung als Besatzungsmitglied in der kommerziellen Luftfahrt. Der Flugingenieur verfügte über 4.460 Stunden Flugerfahrung, von denen er 218 Stunden im Cockpit der Douglas DC-8 absolviert hatte.

## Unfallhergang

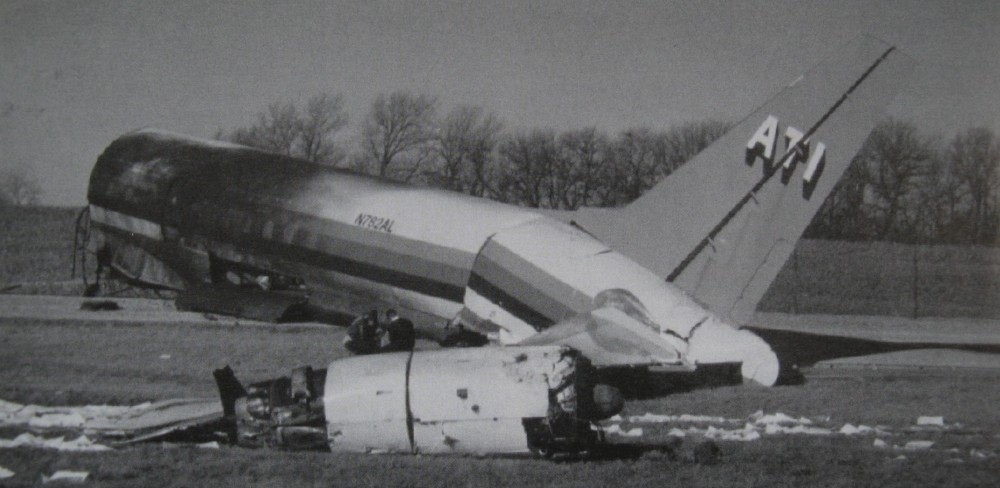
Das Wrack der Maschine

Die Maschine landete am 16. Februar 1995 nach einem Linienfrachtflug von Denver, Colorado auf dem Flughafen Kansas City. Das Flugzeug wurde mit neuer Fracht beladen und für den Abflug nach Toledo, Ohio, vorbereitet. Während der Startvorbereitungen konnte die Flugbesatzung das Triebwerk Nr. 1 nicht starten. Das örtliche Wartungspersonal untersuchte das Triebwerk und stellte fest, dass die Getriebeübersetzung von Triebwerk Nr. 1 ausgefallen war. Eine Reparatur vor Ort wurde als nicht durchführbar befunden. Die Firmenleitung der Fluggesellschaft beschloss, dass die Maschine mit drei Triebwerken zum Westover Metropolitan Airport (CEF) in Chicopee, Massachusetts fliegen sollte, wo Reparaturen durchgeführt werden sollten. Die Fracht wurde daraufhin aus dem Flugzeug in eine andere DC-8-63F der ATI mit dem Kennzeichen N788AL umgeladen, welche aus Dover in Delaware eingeflogen wurde. Die Besatzungen der beiden DC-8 wechselten. Die aus Dover eingeflogene Besatzung, welche zuvor einen Frachtflug aus Deutschland in die USA absolviert und eine anschließende Ruhepause gehabt hatte, sollte den Überführungsflug durchführen.
Um 20.21 Uhr Ortszeit bereitete sich die Besatzung auf den Start von der Startbahn 01L am Kansas City International Airport für einen Flug zum Westover Metropolitan Airport vor. Beim Startlauf konnten die Piloten die Maschine nicht in der Spur halten, woraufhin sie den Start abbrachen.
Um 20:27 Uhr versuchten die Piloten ein zweites Mal mit der Maschine zu starten. Nach 980 Metern Startlauf begann die DC-8 nach links auszubrechen. Nach 1.160 Metern rotierte die Maschine mit einem Tailstrike, wobei das Heck noch weitere 250 Meter über die Landebahn scheuerte. Nach 1.600 Metern hob die DC-8 schließlich ab und stieg auf 30 Meter, bevor sie mit einem linkswärtigen Rollwinkel zu Boden stürzte. Das Wrack kam nach 2.300 Metern zum Stehen, die drei Flugbesatzungsmitglieder wurden tödlich verletzt.

## Ursache
Als Unfallursache wurde der Verlust der Kontrolle über den Geradeauslauf der Maschine durch den verantwortlichen Piloten während des Startlaufs festgestellt, sowie seine Entscheidung, den Start unter diesen Bedingungen fortzusetzen. Er habe eine Rotation unterhalb der berechneten Abhebegeschwindigkeit eingeleitet, was zu einem vorzeitigen Abheben, einem weiteren Kontrollverlust und einer Kollision mit dem Gelände führte. Von Bedeutung sei hierbei das mangelnde Verständnis der Flugbesatzung für Startverfahren mit drei Triebwerken gewesen und die Entscheidung der Piloten, von diesen Verfahren abzuweichen. Vonseiten der Fluggesellschaft wurde das Versäumnis festgestellt, sicherzustellen, dass eine Flugbesatzung eingesetzt wird, die über ausreichende Erfahrung, Ausbildung und Ruhe verfügt, um den nicht routinemäßigen Flug durchzuführen. Zu dem Unfall habe die ungenügende Aufsicht durch die Federal Aviation Administration über die Flug- und Dienstzeitbestimmungen der Air Transport International beigetragen, zumal die Bestimmungen erheblich verkürzte Ruhezeiten von Flugbesatzungen bei der Durchführung von Positionierungsflügen zuließen.